# أولاد موح وموسى (بني سمير)
أولاد موح وموسى هي إحدى مشيخات المملكة المغربية، تتبع جغرافيا لإقليم خريبكة وإداريًا لبني سمير. يقدر عدد سكانها بـ 1,665 نسمة حسب الإحصاء الرسمي للسكان والسكنى لسنة 2004.